# Antioch (Californie)
Pour le village de l’Illinois, voir Antioch (Illinois). Pour les autres homonymes, voir Antioch.
Antioch est une municipalité du comté de Contra Costa située dans l'État de Californie, aux États-Unis. Au recensement de 2000, la ville avait une population totale de 90 532 habitants.

## Histoire
Au XIXe siècle, les immigrants chinois à  Antioch sont confrontés au racisme et aux discriminations. Ils sont notamment forcés de construire un tunnel pour pouvoir rentrer du travail : il leur était alors interdit de se montrer dans les rues le soir venu.

## Géographie
Antioch est située à 37° 59′ 33″ N, 121° 48′ 08″ O. Elle est parcourue par la San Joaquin River. Selon le Bureau du Recensement, la ville a une superficie totale de 71,4 km2, dont 1,6 km2 d'eau, soit 2,28 %.

## Parcs
- Antioch community Park
- Chichibu Park
- Harbour Park
- Hillcrest Park
- Memorial Park
- Mira Vista Park
- Mira Vista Hills Park
- Mountaire Park
- Sunnyridge Park

## Infrastructures
- Senator John Nejedly Bridge (vue google maps)
- Gare desservie par Amtrak.

## Démographie
| 1870 | 1880 | 1890 | 1900 | 1910  | 1920  |
| ---- | ---- | ---- | ---- | ----- | ----- |
| 700  | 626  | 635  | 674  | 1 124 | 1 936 |

| 1930  | 1940  | 1950   | 1960   | 1970   | 1980   |
| ----- | ----- | ------ | ------ | ------ | ------ |
| 3 563 | 5 106 | 11 051 | 17 035 | 28 060 | 43 559 |

| 1990   | 2000   | 2010    | - | - | - |
| ------ | ------ | ------- | - | - | - |
| 62 195 | 90 532 | 102 372 | - | - | - |

## Jumelages
- chichibu (Japon)